# Becsehely
Becsehely is een plaats (község) en gemeente in het Hongaarse comitaat Zala. Becsehely telt 2290 inwoners (2001).